# جونیا انوکی
جونیا انوکی (انگلیسی: Junya Enoki; ۱۹ اکتبر ۱۹۸۸ – ) صداپیشه اهل ژاپن بود. وی از سال ۲۰۱۰ میلادی تاکنون مشغول فعالیت بوده‌است.